# 艾德溫·佛訥
小艾德溫·約翰·佛訥（英語：Edwin John Feulner Jr.，1941年8月12日—2025年7月18日）是一名美國作家、政治家，知名保守派智庫美國傳統基金會的創辦人，1977年至2013年擔任該智庫的主席，後由吉姆·德敏特接任。他本科就讀於科羅拉多州的瑞吉斯大學主修英語文學，畢業後又在沃顿商学院取得工商管理碩士學位。往後亦曾在喬治城大學和倫敦政治經濟學院學習，並且在愛丁堡大學取得博士學位。畢業後曾在華盛頓特區的戰略與國際研究中心工作，並任職過數名共和黨議員的助理，在其創辦智庫之前曾是共和黨研究委員會的執行董事。佛訥於2025年7月18日逝世，享壽83歲。

## 荣誉

### 外国勋章奖章
- 特种外交奖章（中华民国外交部，2018年4月23日颁授[3]）

## 著作
- Looking Back (Heritage Foundation, 1981). ASIN B0006E54OC
- Conservatives Stalk the House (Green Hill, 1983). ISBN 0-89803-112-5
- The March of Freedom (Spence Publishing Company, 1998). ISBN 978-0-9653208-8-7
- Intellectual Pilgrims (Mont Pelerin Society, 1999). ISBN 978-0-89195-079-0
- Leadership for America: The Principles of Conservatism (Spence Publishing Company, 2000). ISBN 978-1-890626-22-8
- Getting America Right (Co-author Doug Wilson) (Crown Forum, 2006). ISBN 978-0-307-33691-0
- The American Spirit (Co-author Brian Tracy) (Thomas Nelson, 2012). ISBN 978-1-59555-337-9